# Junya Hosokawa
Junya Hosokawa (細川 淳矢 Hosokawa Junya?, nacido el 24 de junio de 1984 en Saitama) es un futbolista japonés que se desempeña como defensa.

## Trayectoria

### Clubes
| Club           | País  | Año         |
| -------------- | ----- | ----------- |
| Vegalta Sendai | Japón | 2006 - 2011 |
| Mito HollyHock | Japón | 2012 -      |

## Estadística de carrera

### J. League
| Club           | Año   | J. League | J. League | Copa J. League | Copa J. League | Total | Total |
| Club           | Año   | Part.     | Goles     | Part.          | Goles          | Part. | Goles |
| -------------- | ----- | --------- | --------- | -------------- | -------------- | ----- | ----- |
| Vegalta Sendai | 2006  | 2         | 0         | -              | -              | 2     | 0     |
| Vegalta Sendai | 2007  | 1         | 0         | -              | -              | 1     | 0     |
| Vegalta Sendai | 2008  | 3         | 0         | -              | -              | 3     | 0     |
| Vegalta Sendai | 2009  | 0         | 0         | -              | -              | 0\|   |       |
| Vegalta Sendai | 2010  | 0         | 0         | 2              | 0              | 2     | 0     |
| Vegalta Sendai | 2011  | 3         | 0         | 1              | 0              | 4     | 0     |
| Mito HollyHock | 2012  | 7         | 1         | -              | -              | 7     | 1     |
| Mito HollyHock | 2013  | 39        | 1         | -              | -              | 39    | 1     |
| Mito HollyHock | 2014  | 10        | 0         | -              | -              | 10    | 0     |
| Mito HollyHock | 2015  | 32        | 1         | -              | -              | 32    | 1     |
| Mito HollyHock | 2016  | 35        | 2         | -              | -              | 35    | 2     |
| Mito HollyHock | 2017  | 37        | 0         | -              | -              | 37    | 0     |
| Total          | Total | 169       | 5         | 3              | 0              | 172   | 5     |